# Furst-primas
Furst-primas (tyska Fürst-Primas eller Fürstprimas) var en titel som vid tysk-romerska rikets upplösning 1806 tilldelades ärkekanslern Karl Theodor von Dalberg.